# Gustavo Del Vecchio
Gustavo Del Vecchio (Lugo, 22 giugno 1883 – Roma, 6 settembre 1972) è stato un economista e politico italiano; i temi di cui si è occupato maggiormente furono la teoria monetaria, le teorie del capitale, interesse e credito nonché la dinamica economica.

## Biografia
Discendente di una famiglia della numerosa comunità ebraica di Lugo, in tenera età perse il padre, Cesare, che venne ucciso da un dipendente della ditta in cui lavorava (21 giugno 1887). La madre, Beatrice Cavalieri, decise di trasferirsi a Bologna con i figli. Gustavo frequentò le scuole della città felsinea dalle elementari al liceo.
Nell'anno 1900 s'iscrisse alla Facoltà di Giurisprudenza dell'Università La Sapienza di Roma. Qui conobbe uno dei suoi primi maestri, Arturo Labriola, docente di Filosofia della storia. L'anno dopo ritornò a Bologna, proseguendo gli studi in legge nell'ateneo felsineo. Seguì i corsi di Tullio Martello noto economista. Nel 1904, ad appena 21 anni, Del Vecchio si laureò con una tesi sulla teoria del monopolio. Completò poi la sua preparazione in Inghilterra ed in Germania (Università di Berlino).
Dopo aver partecipato come volontario alla prima guerra mondiale, Del Vecchio avviò l'attività di docente di discipline economiche. Insegnò all'Istituto superiore di Scienze economiche e commerciali di Trieste dal 1920 al 1926, all'Università di Bologna dal 1926 e alla Bocconi di Milano dal 1930.
Attraverso un'intensa attività di studio e ricerca Del Vecchio, realizzò una notevole quantità di ricerche e pubblicazioni. Fin dal 1909 avviò una collaborazione con la prestigiosa rivista Giornale degli economisti. Le sue ricerche sulla moneta e il credito, ricche di spunti originali, confluirono nel volume Ricerche sopra la teoria generale della moneta (1932). Gli studiosi sono concordi nel ritenere che la modalità dell'approccio di Del Vecchio all'economia tenesse conto della “vastità dei nessi fra teoria e storia economica e l'importanza di una formazione storica dell'economista”. Fu redattore ed anche direttore di importanti riviste, quali «Econometrica», «Economia», «Beiträge zur Ökonomischen Theorie», «Economia Internazionale», «Rivista bancaria», ed altre..
Fino al 1933 riuscì ad evitare l'iscrizione al Partito fascista, obbligatoria per tutti i docenti degli atenei italiani. Nel 1934 divenne rettore dell'Università Bocconi.
Nel 1938 decadde da tutte le cariche a causa delle leggi razziali emanate dal regime fascista. Costretto ad abbandonare l'insegnamento, nel 1943 espatriò in Svizzera, dove rimase fino al 1945. Tornò quindi a insegnare a Bologna.
Nel dopoguerra il contributo di Gustavo Del Vecchio alle scelte governative in materia di politica economica fu rilevante. Fu consigliere di Meuccio Ruini, il ministro per la Ricostruzione delle Terre liberate dal nemico nel governo Parri (giugno-dicembre 1945). Si schierò contro l'approvazione di un'imposta globale sul patrimonio. Nel 1947 fu chiamato a ricoprire la carica di Ministro del Tesoro nel quarto governo De Gasperi (31 maggio 1947 - 23 maggio 1948). Assunse l'interim del Bilancio dopo che Luigi Einaudi, che ne era titolare, fu eletto Presidente della Repubblica. Del Vecchio fornì la sua opera per la stabilizzazione della lira e per arrestare l'azione inflazionistica, assumendo nell'agosto 1947 la presidenza del Comitato interministeriale per il credito e il risparmio.
Nel 1948 ottenne le cattedre di Scienza delle finanze e Diritto finanziario presso La Sapienza di Roma, che tenne fino al 1958. Inoltre, tra il 1948 e il 1950 ricoprì il prestigioso incarico internazionale di Governatore del Fondo Monetario Internazionale e dal 1958 fu membro del Consiglio nazionale dell'economia e del lavoro.
Ebbe tra i suoi allievi Federico Caffè, Pierpaolo Luzzatto Fegiz e Giovanni Demaria.

## Opere principali
- Gustavo Del Vecchio, Lineamenti generali della teoria dell'interesse, Roma, Athenaeum, 1915.
- Gustavo Del Vecchio, Grundlinien der Geldtheorie, Tubinga, Mohr, 1930.
- Gustavo Del Vecchio, Capitale e interesse, Torino, Einaudi, 1956.
- Gustavo Del Vecchio, Economia generale, Torino, UTET, 1961.
- Federico Caffè (a cura di), Antologia di scritti di Gustavo del Vecchio nel centenario della nascita, Franco Angeli, Milano 1983.

## Biblioteca personale
La Biblioteca di Scienze sociali dell'Università degli studi di Firenze conserva il Fondo Gustavo del Vecchio, consistente in 85 volumi e 36 fascicoli in prevalenza argomento economico, storico-economico e statistico.

Alcuni scritti sono stati donati dall'autore alla Biblioteca civica di Lugo, il suo paese natale

## Premi e riconoscimenti
- Premio Marzotto per l'Economia (1965);
- Premio Ischia internazionale di giornalismo: "Penna d'oro" della Presidenza del Consiglio dei ministri (1966).